# Port lotniczy San Andrés
Port lotniczy San Andrés (IATA: ADZ, ICAO: SKSP) – międzynarodowy port lotniczy położony na wyspie San Andrés, w Kolumbii.

## Linie lotnicze i połączenia

### Międzynarodowe
- Air Transat (Montreal, Toronto-Pearson) [sezonowo]
- Atlantic Airlines (Honduras) (La Ceiba) [sezonowo]
- Copa Airlines (Panama)
- TACA
  - TACA obsługiwane przez Lacsa (San Jose)
- TAME (Quito, Guayaquil) [sezonowo]

### Krajowe
- Copa Airlines Colombia (Barranquilla, Bogotá, Cali, Cartagena, Medellín-José María Córdova, Pereira)
- AIRES (Bogotá)
- Avianca (Bogotá)
  - Avianca obsługiwane przez SAM (Bogotá, Cali, Cartagena, Medellín-José María Córdova [sezonowo])
- SATENA (Bogotá, Cali [sezonowo], Cúcuta [sezonowo], Medellín-Olaya Herrera, Medellín-José María Córdova [sezonowo], Isla de Providencia)
- Searca (Providencia)